# 天目续断
天目续断（学名：Dipsacus tianmuensis），为川续断科川续断属下的一个植物种。